# Erygia apicalis
Erygia apicalis är en fjärilsart som beskrevs av Achille Guenée 1852. Erygia apicalis ingår i släktet Erygia och familjen nattflyn. Inga underarter finns listade i Catalogue of Life.